# Monfalcone
Monfalcone es una ciudad y comune de la provincia de Gorizia (Friuli-Venecia Julia, en el norte de Italia) situado en la costa del Golfo de Trieste.
Es un importante centro industrial de fabricación de buques, aviones, textiles, productos químicos y petróleos refinados. Es sede de Fincantieri Cantieri Navali Italiani.

## Geografía
Monfalcone es la quinta ciudad más poblada en Friuli-Venecia Julia y el principal centro del territorio de Bisiacaria. Junto a sus vecindades, este alcanza a aproximadamente 50,000 habitantes. 
La ciudad está situada entre las montañas Carso y el mar Adriático, siendo el puerto más septentrional del mar Mediterráneo.

## Historia
En la zona de Monfalcone, antes del imperio romano (1000 aC), había varios pueblos prehistóricos fortificados llamados castellieri. Después de la fundación de la ciudad romana de Aquileia (181 aC), algunos edificios termales fueron creados sobre las colinas llamadas Insulae Clarae.
Fue tomada por la República de Venecia el 14 de julio de 1420, a la que perteneció (salvo de 1511 a 1514 cuando fue ocupada por Francia) hasta la desaparición de la república en 1797. Perteneció a Francia de nuevo entre 1797-1798, 1805-1807 y 1809-1813. Cuando pasa a Austria (que ya la poseyó entre 1798-1805 y 1807-1809) que la mantiene hasta noviembre de 1918.

## Evolución demográfica
| Gráfica de evolución demográfica de Monfalcone entre 1861 y 2001 |
|                                                                  |
| Fuente ISTAT - elaboración gráfica de Wikipedia                  |